# Alvyn Sanches
Alvyn Sanches (Créteil, 12 de febrero de 2003) es un futbolista francés, nacionalizado suizo, que juega en la demarcación de delantero para el FC Lausanne-Sport de la Superliga de Suiza.

## Selección nacional
Tras jugar en las categorías inferiores de la selección, finalmente hizo su debut con la selección de Suiza el 21 de marzo de 2025 en un encuentro amistoso contra Irlanda del Norte que finalizó con un resultado de empate a uno tras el gol de Isaac Price para el combinado norirlandés, y de Vincent Sierro para Suiza.

## Clubes
| Club              | País  | Año   | Partidos | Goles |
| ----------------- | ----- | ----- | -------- | ----- |
| FC Lausanne-Sport | Suiza | 2020- | 116      | 29    |